# Monacos Grand Prix 2014
Monacos Grand Prix 2014 var det sjätte av 19 lopp ingående i formel 1-VM 2014.

## Rapport

### Bakgrund
Liksom Monacos Grand Prix 2013 valde Pirelli de två mjukaste gummiblandningarna; Gulmarkerade "Soft" och rödmarkerade "Supersoft". Det var första gången på säsongen som den supermjuka gummiblandningen användes under en tävlingshelg.

### Kvalet
I slutet av den första kvalomgången kraschade Marcus Ericsson in i Felipe Massa i Mirabeau vilket gjorde att ingen av de kunde fortsätta. Ericsson låg då på sista plats och Massa på nionde plats vilket gjorde att han gick vidare till den andra kvalomgången, men kunde inte köra då hans bil fick för stora skador i kraschen. Domarna bedömde att det var Ericssons fel och gav honom därför en bestraffning, vilket gjorde att han fick starta loppet från depån och att han fick två straffpoäng. I slutet av den tredje kvalomgången låg Nico Rosberg i ledning och Lewis Hamilton på andra plats när Rosberg missbedömde inbromsningen till Mirabeau och orsakade gul flagg, vilket gjorde att Hamilton inte kunde förbättra sig. 
Domarna undersökte incidenten men ansåg att Rosberg inte gjorde det med avsikt, och han fick därför behålla sin pole position.

### Loppet
Pastor Maldonado stannade på startgriden innan uppvärmningsvarvet då hans bränslepump var trasig, och han kunde därför inte starta loppet. Nico Rosberg tog starten från pole position före Lewis Hamilton och Sebastian Vettel, men Kimi Räikkönen var snabbast och tog två platser direkt. På första varvet blev Sergio Pérez påkörd av Jenson Button i Mirebeau och snurrade runt, vilket gjorde att säkerhetsbilen kom ut. Sebastian Vettel drabbades av ett problem med sin turbo efter omstarten och fick bryta.
Adrian Sutil körde om många efter sitt depåstopp, bland annat Romain Grosjean och Marcus Ericsson i Loews-hårnålen. Men på varv 23 förlorade han när han kom ut ur tunneln och kraschade i Nouvelle-chikanen, vilket gjorde att säkerhetsbilen kom ut för andra gången.
Alla utom Felipe Massa gick in i depån för att byta däck. Kimi Räikkönen tvingades göra det två gånger efter att han blev påkörd av Max Chilton och fick en punktering, vilket ledde till att han tappade många placeringar. Jean-Éric Vergne fick ett drive-through-straff efter att han nästan kraschat med Kevin Magnussen i depån.
Rosberg och Hamilton drog återigen iväg med Ricciardo på tredje och Alonso på fjärde plats. Felipe Massa gjorde sitt första och enda depåstopp efter 40 varv. Vergne drabbades ett motorhaveri på varv 50, vilket gjorde att han fick bryta. Även Valtteri Bottas fick liknande problem på varv 55 och bröt. Esteban Gutiérrez körde in i skyddsräcket i La Rascasse på varv 59 och skadade hjulupphägningen, vilket gjorde att även han bröt. Detta gynnade Jules Bianchi som vid detta tillfället låg på tionde plats och skulle då ta Marussias första poäng någonsin.
Jenson Button passerede sin stallkamrat Magnussen upp till sjätte plats. Räikkönen försökte köra om Magnussen i hårnålen, men misslyckades och båda två körde in i barriären, vilket gjorde att Bianchi låg på åttonde plats och Grosjean på nionde. Räikkönen tvingades in i depån för att byta däck då han fick en punktering under omkörningsförsöket.
Hamilton hade länge varit ungefär en sekund bakom Rosberg och nästan femton sekunder före Ricciardo, men Hamilton fick smuts i ögat med 12 varv kvar vilket innebar att han saktade ner och att Ricciardo närmade. På varv 73, fem varv före målgång, var Ricciardo precis bakom Hamilton, men Hamilton lyckades hålla placeringen och blev tvåa, medan Ricciardo slutade på tredje plats.
Nico Rosberg vann Monacos Grand Prix för andra året i rad och tog tillbaka mästerskapsledningen. Endast Hamilton, Ricciardo och Alonso gick i mål utan att ha blivit varvade av Rosberg. Nico Hülkenberg blev femma, Jenson Button blev sexa och Felipe Massa blev sjua. Jules Bianchi blev åtta men fick ett 5-sekunders tidstilläg som gjorde att han fick niondeplatsen och Romain Grosjean fick åttondeplatsen. Detta blev både Bianchis och Marussias första poäng någonsin. Kevin Magnussen blev tia och Marcus Ericsson blev elva och kom just utanför poängplats, vilket blev Caterhams bästa resultat någonsin.

## Kvalet
| KR. | Nr | Förare            | Konstruktör          | Q1       | Q2        | Q3       | Grid |
| --- | -- | ----------------- | -------------------- | -------- | --------- | -------- | ---- |
| 1   | 6  | Nico Rosberg      | Mercedes             | 1.17,678 | 1.16,465  | 1.15,989 | 1    |
| 2   | 44 | Lewis Hamilton    | Mercedes             | 1.17,823 | 1.16,354  | 1.16,048 | 2    |
| 3   | 3  | Daniel Ricciardo  | Red Bull-Renault     | 1.17,900 | 1.17,233  | 1.16,384 | 3    |
| 4   | 1  | Sebastian Vettel  | Red Bull-Renault     | 1.18,383 | 1.17,074  | 1.16,547 | 4    |
| 5   | 14 | Fernando Alonso   | Ferrari              | 1.17,853 | 1.17,200  | 1.16,686 | 5    |
| 6   | 7  | Kimi Raikkonen    | Ferrari              | 1.17,902 | 1.17,398  | 1.17,389 | 6    |
| 7   | 25 | Jean-Eric Vergne  | Toro Rosso-Renault   | 1.17,557 | 1.17,657  | 1.17,540 | 7    |
| 8   | 20 | Kevin Magnussen   | McLaren-Mercedes     | 1.17,978 | 1.17,609  | 1.17,555 | 8    |
| 9   | 26 | Daniil Kvyat      | Toro Rosso-Renault   | 1.18,616 | 1.17,594  | 1.18,090 | 9    |
| 10  | 11 | Sergio Pérez      | Force India-Mercedes | 1.18,108 | 1.17,755  | 1.18,327 | 10   |
| 11  | 27 | Nico Hulkenberg   | Force India-Mercedes | 1.18,432 | 1.17,846  |          | 11   |
| 12  | 22 | Jenson Button     | McLaren-Mercedes     | 1.17,890 | 1.17,988  |          | 12   |
| 13  | 77 | Valtteri Bottas   | Williams-Mercedes    | 1.18,407 | 1.18,082  |          | 13   |
| 14  | 8  | Romain Grosjean   | Lotus-Renault        | 1.18,335 | 1.18,196  |          | 14   |
| 15  | 13 | Pastor Maldonado  | Lotus-Renault        | 1.18,585 | 1.18,356  |          | 15   |
| 16  | 19 | Felipe Massa      | Williams-Mercedes    | 1.18,209 | Ingen tid |          | 16   |
| 17  | 21 | Esteban Gutierrez | Sauber-Ferrari       | 1.18,741 |           |          | 17   |
| 18  | 99 | Adrian Sutil      | Sauber-Ferrari       | 1.18,745 |           |          | 18   |
| 19  | 17 | Jules Bianchi     | Marussia-Ferrari     | 1.19,332 |           |          | 211  |
| 20  | 4  | Max Chilton       | Marussia-Ferrari     | 1.19,928 |           |          | 19   |
| 21  | 10 | Kamui Kobayashi   | Caterham-Renault     | 1.20,133 |           |          | 20   |
| 22  | 9  | Marcus Ericsson   | Caterham-Renault     | 1.21,732 |           |          | PL2  |

| Vidare från första kvalrundan ▬▬ Vidare från andra kvalrundan ▬▬ |

Noteringar:
- ^1  — Marcus Ericsson fick starta loppet från depån efter att ha orsaka en kollision med Felipe Massa i Q1 som hindrade Massa från att delta i Q2.[11]
- ^2  — Jules Bianchi fick fem platsers nedflyttning efter ett otillåtet växellådsbyte.[12][13]

## Loppet
| Pos. | Nr | Förare            | Konstruktör          | Varv | Tid         | Grid | P  |
| ---- | -- | ----------------- | -------------------- | ---- | ----------- | ---- | -- |
| 1    | 6  | Nico Rosberg      | Mercedes             | 78   | 1:49.27,661 | 1    | 25 |
| 2    | 44 | Lewis Hamilton    | Mercedes             | 78   | +9,210      | 2    | 18 |
| 3    | 3  | Daniel Ricciardo  | Red Bull-Renault     | 78   | +9,614      | 3    | 15 |
| 4    | 14 | Fernando Alonso   | Ferrari              | 78   | +32,452     | 5    | 12 |
| 5    | 27 | Nico Hülkenberg   | Force India-Mercedes | 77   | +1 varv     | 11   | 10 |
| 6    | 22 | Jenson Button     | McLaren-Mercedes     | 77   | +1 varv     | 12   | 8  |
| 7    | 19 | Felipe Massa      | Williams-Mercedes    | 77   | +1 varv     | 16   | 6  |
| 8    | 8  | Romain Grosjean   | Lotus-Renault        | 77   | +1 varv     | 14   | 4  |
| 91   | 17 | Jules Bianchi     | Marussia-Ferrari     | 77   | +1 varv     | 21   | 2  |
| 10   | 20 | Kevin Magnussen   | McLaren-Mercedes     | 77   | +1 varv     | 8    | 1  |
| 11   | 9  | Marcus Ericsson   | Caterham-Renault     | 77   | +1 varv     | PL   |    |
| 12   | 7  | Kimi Räikkönen    | Ferrari              | 77   | +1 varv     | 6    |    |
| 13   | 10 | Kamui Kobayashi   | Caterham-Renault     | 76   | +2 varv     | 20   |    |
| 14   | 4  | Max Chilton       | Marussia-Ferrari     | 75   | +3 varv     | 19   |    |
| Ret  | 21 | Esteban Gutiérrez | Sauber-Ferrari       | 59   | Olycka      | 17   |    |
| Ret  | 77 | Valtteri Bottas   | Williams-Mercedes    | 55   | Hydraulik   | 13   |    |
| Ret  | 25 | Jean-Éric Vergne  | Toro Rosso-Renault   | 50   | Motor       | 7    |    |
| Ret  | 99 | Adrian Sutil      | Sauber-Ferrari       | 23   | Olycka      | 18   |    |
| Ret  | 26 | Daniil Kvyat      | Toro Rosso-Renault   | 10   | Motor       | 9    |    |
| Ret  | 1  | Sebastian Vettel  | Red Bull-Renault     | 5    | Turbo       | 4    |    |
| Ret  | 11 | Sergio Pérez      | Force India-Mercedes | 0    | Kollision   | 10   |    |
| DNS  | 13 | Pastor Maldonado  | Lotus-Renault        | 0    | Bränslepump | 15   |    |

| Förare och stall som tog poäng ▬▬ |

Noteringar:
- ^1  —Jules Bianchi slutade på åttonde plats, men 5 sekunder lades till på hans sluttid för att hans bil stod fel på startgriden.[14][9]

### Ställning efter loppet
|     | Pos. | Förare           | Poäng |
| --- | ---- | ---------------- | ----- |
| ▲ 1 | 1    | Nico Rosberg     | 122   |
| ▼ 1 | 2    | Lewis Hamilton   | 118   |
| ▬   | 3    | Fernando Alonso  | 61    |
| ▲ 1 | 4    | Daniel Ricciardo | 54    |
| ▲ 1 | 5    | Nico Hülkenberg  | 47    |

|     | Pos. | Konstruktör          | Poäng |
| --- | ---- | -------------------- | ----- |
| ▬   | 1    | Mercedes             | 240   |
| ▬   | 2    | Red Bull-Renault     | 99    |
| ▬   | 3    | Ferrari              | 78    |
| ▬   | 4    | Force India-Mercedes | 67    |
| ▲ 1 | 5    | McLaren-Mercedes     | 52    |

- Notering: Endast de fem bästa placeringarna i vardera mästerskap finns med på listorna.